# Immetalia huonis
Immetalia huonis là một loài bướm đêm trong họ Noctuidae.